# Fermin Muguruza
Fermin Muguruza   (Irun, 20 d'abril de 1963) és un músic i cantant basc; ha estat definit com una de les persones més influents i importants del panorama musical basc.
Va començar la seva carrera musical fundant, amb el seu germà Iñigo, el grup musical Kortatu, un dels grups més importants dintre del denominat rock radical basc i pioners a introduir l'ska i el dub en el panorama musical basc i estatal. En el grup, Fermin es va encarregar de tocar la guitarra i cantar com a veu principal. La major part dels temes del grup van ser compostos pels dos germans.
Quan Kortatu es va dissoldre, Muguruza va formar, de nou al costat d'Iñigo i Kaki Arkarazo, el grup de rock de fusió Negu Gorriak, que ha estat qualificat com «un dels més importants dels 90». Fermin va deixar a un costat la guitarra i es va convertir en la veu principal, exercint com a carismàtic frontman. Juntament amb els seus companys de grup, va fundar la discogràfica Esan Ozenki Records per actuar sempre dins del marc de l'autogestió.
Després de la dissolució de Negu Gorriak va començar la seva carrera en solitari, practicant un estil de fusió amb elements de ritmes llatins, rock, funk, soul i drum and bass barrejant-ho tot amb una mica de reggae.
Ha col·laborat amb molts artistes de talla internacional com ara Manu Chao, Banda Bassotti, Amparanoia, Tijuana in Blue, Obrint Pas, Albert Pla, Desorden Público o Reincidentes.
En aspectes extramusicals, ha exercit com a columnista en els periòdics Argia i Egin, i va dur a terme un programa de ràdio en Egin Irratia, i va dirigir Black is Beltza estrenada l'any 2018 amb banda sonora creada pel mateix Muguruza i Refree, i Black is Beltza II: Ainhoa en 2022 amb una banda sonora que inclou temes de grups com Kortatu, RIP, Barricada o Cicatriz.
Políticament parlant, Muguruza ha estat un personatge compromès. Es declara d'esquerres, abertzale i internacionalista. Ha col·laborat o simpatitzat amb nombroses organitzacions socials i polítiques basques, com les Gestores Pro Amnistia o Herri Batasuna. El 1999, va ser candidat independent dintre de les llistes d'Euskal Herritarrok en les eleccions al Parlament Europeu.

## Biografia
Des de petit, amb 6 anys, va aprendre solfeig i també a tocar l'acordió i la guitarra. Va compartir el mateix interès per la música que els seus altres dos germans: Iñigo (més petit que ell) i Xabier (major que ell). Entre els tres van aconseguir reunir una col·lecció de més de 2.000 discos, que van haver de repartir quan Xabier va marxar de casa.
Fermin va estudiar pedagogia a la Universitat de Salamanca, on va començar a donar mostres de voler muntar un grup de música. Va ser després d'anar a veure un concert de The Clash a Sant Sebastià quan finalment es va decidir a muntar un conjunt musical.
Està casat i és pare d'un nen i una nena.

## Carrera musical

### Amb Kortatu
El 1984 funda, al costat del seu germà Iñigo i amb Treku Armendáriz, el grup Kortatu. Fermin s'encarrega de cantar i tocar la guitarra, Iñigo s'encarrega del baix i Treku de la bateria. Apareixen enquadrats en el rock radical basc i són pioners a introduir l'ska a l'estat.
El grup es dona a conèixer en un recopilatori anomenat El disco de los cuatro (Soñua, 1985), al costat de Cicatriz, Jotakie i Kontuz-Hi!. Posteriorment enregistren tres àlbums d'estudi (Kortatu, Soñua, 1985; El estado de las cosas, Soñua, 1986; Kolpez kolpe, Oihuka, 1988), un disc en directe (Azken guda dantza, Nola!, 1988), un recopilatori per Europa (A Front Line Compilation, Xarxa Rhino-Organik, 1988) i un maxisingle (A la calle, Soñua, 1986), a més d'un grapat de singles.
Kolpez Kolpe és un disc fonamental en la seva carrera, ja que és el primer en el qual componen totes les cançons en euskera, idioma que acabaven d'aprendre. A més, el productor n'és Kaki Arkarazo (llavors guitarrista de M-ak), que s'incorpora a la banda com a segon guitarrista.
Després de l'enregistrament d'Azken Guda Dantza el grup se separa. Durant els seus quatre anys de vida van fer un total de 280 concerts per tota la geografia estatal i per nombrosos països europeus.

### En solitari
Després d'haver col·laborat amb nombrosos músics, de formar part de tres bandes, de crear el seu segell discogràfic amb el qual poder donar sortida a material propi i publicar treballs d'altres bandes, era el moment de posar sobre el paper el resultat d'anys d'experiència, de visitar mig món, d'intercanvis amb gent de totes parts.
Per al seu primer disc, Brigadistak sound system, es va reunir amb músics de tot el món: Desorden Público, Hechos Contra el Decoro, Manu Chao, Parabellum o Todos Tus Muertos són alguns dels noms que van aparèixer dintre de les col·laboracions del seu debut en solitari. Quant a la música, la tònica dominant era el reggae, estil amb el qual Fermin se sent plenament identificat gairebé des del començament de la seva carrera. Les lletres, no obstant això, deixen pas al castellà, anglès, català i francès. L'explicació ens la donava el títol del disc: un sound system ho formava qualsevol que punxava els seus discos i aprofitava perquè la gent cantés o parlés sobre ells, tècnica que Fermín Mugurza adopta en aquest treball.
Després arribaria FM 99.00 Dub Manifest i continuaria d'una manera encara més sòlida la línia de Brigadistak Sound System. Les col·laboracions segueixen tenint un pes important en el disc però canvia el mètode de treball. En comptes de recopilar enregistraments procedents de qualsevol lloc, es va buscar un lloc comú en el qual poder treballar tots alhora. Mantenint la forta presència del reggae, el hip-hop va adquirint també una importància notable, fàcilment apreciable amb col·laboracions com les de Hechos Contra el Decoro o els b-boys de Selecta Kolektiboa.

## Discografia

### Àlbums, singles i EP en solitari
| Àlbums | Àlbums                                                            | Àlbums                 | Àlbums                                                                 |
| ------ | ----------------------------------------------------------------- | ---------------------- | ---------------------------------------------------------------------- |
| Any    | Títol                                                             | Discogràfica           | Notes                                                                  |
| 1998   | Amodio eta gorrotozko kantak/Canciones de amor y odio (1984-1998) | Esan Ozenki-El Europeo | Recopilatori                                                           |
| 1999   | Brigadistak Sound System                                          | Esan Ozenki            | Àlbum                                                                  |
| 1999   | Erremixak                                                         | Esan Ozenki            | Remescles                                                              |
| 2000   | FM 99.00 Dub Manifest                                             | Esan Ozenki            | Àlbum                                                                  |
| 2001   | Big Beñat                                                         | Esan Ozenki            | Senzill                                                                |
| 2002   | In-komunikazioa                                                   | Metak-Kontrakalea      | Àlbum                                                                  |
| 2003   | Irun Meets Bristol. Komunikazioa                                  | Metak-Kontrakalea      | Remescles                                                              |
| 2004   | Sala Apolo, Barcelona 21/01/04                                    | Metak-Kontrakalea      | Directe                                                                |
| 2005   | Xomorroak (Bizitza lorontzian)/Bichitos (la vida en el tiesto)    | Metak-Kontrakalea      | Banda sonora                                                           |
| 2006   | Euskal Herria Jamaika Clash                                       | Talka                  | Àlbum                                                                  |
| 2008   | Mirant al cel                                                     | Talka                  | Banda sonora                                                           |
| 2008   | Asthmatic Lion Sound Systema                                      | Talka                  | Àlbum                                                                  |
| 2009   | Remix + beste harribitxi batzuk                                   | Talka                  | Remescles                                                              |
| 2013   | Radar FM 1999.2013                                                | Talka                  | Recopilatori                                                           |
| 2015   | Nola? Irun meets New Orleans                                      | Talka                  | 8 adaptacions pròpies i 2 cançons populars de la ciutat nord-americana |
| 2016   | Black is Belta ASM Sessions                                       | Kasba Musik/Talka      | Disc en col·laboració amb Chalart58                                    |
| 2017   | B Map 1917+100                                                    | El Segell/Talka        | Disc en col·laboració amb The Suicide Of Western Culture               |

## Filmografia
- Black is Beltza (2018)
- Black is Beltza II: Ainhoa (2022)